# Orkester Slovenske vojske
Orkester Slovenske vojske (ORKSV), angleško Slovenian Armed Forces Band, nemško Orchester der Slowenischen Armee, špansko Banda de las Fuerzas Armadas de Eslovenia je glasbena enota Slovenske vojske, po zasedbi pa pihalni orkester, ki je deloval sprva v okviru 12. gardnega bataljona Slovenske vojske, zdaj pa v okviru Enote za protokol Slovenske vojske.

## Naloge
Naloge orkestra so sodelovanje na vojaških protokolih in ceremonialih v okviru Slovenske vojske oziroma Ministrstva za obrambo, sodelovanje na vojaških prireditvah, slovesnostih ter pogrebih z vojaškimi častmi, sodelovanje na spominskih slovesnostih, samostojni, dobrodelni in promocijski koncerti, snemalna dejavnost ter drugi nastopi. Orkester ima v povprečju 160 nastopov letno, v različnih zasedbah: veliki (pihalni) koncertni orkester, protokolarni orkester (angleško marching band), big band, pihalni kvintet, trobilni kvintet, show zasedbi in drugih.
Redno se udeležuje festivalov vojaških orkestrov v Avstriji, Italiji, Belgiji, Franciji, na Madžarskem in Danskem.
Za svoje delo je bil Orkester Slovenske vojske leta 1997 odlikovan z bronasto, leta 2008 pa z zlato medaljo Slovenske vojske.
Leta 2016 mu je predsednik RS in vrhovni poveljnik obrambnih sil Borut Pahor podelil odlikovanje red za zasluge za ohranjanje tradicije vojaških orkestrov na Slovenskem in prispevek k bogati slovenski glasbeni kulturi.

## Zgodovina
Orkester je bil ustanovljen 1. aprila 1996 za potrebe izvajanja državnega protokola.
Ustanovljen je bil kot prištabna enota razporejena v Generalštab Slovenske vojske, ki mu je načeloval takratni načelnik generalpodpolkovnik Albin Gutman.
Orkester je bil ustanovljen za izvajanje meddržavnih sprejemov ministrov za obrambo in načelnikov generalštabov tujih držav. V začetku je deloval v okviru 12. gardnega bataljona in izpolnjeval protokolarne obveznosti. Nastopal je tudi na slovesnih prisegah vojakov, proslavah, obletnicah enot slovenske vojske in pomembnih zgodovinskih srečanjih v Sloveniji. Od leta 2004 je bil v sestavi Generalštaba Slovenske vojske. Orkester sestavljajo pretežno diplomanti Akademije za glasbo v Ljubljani. Orkester vabijo na številne koncerte in festivale v Evropi. Do oktobra 2008 je ime več kot 50 nastopov v enajstih evropskih državah in več kot 1500 nastopov v Sloveniji.

## Dirigenti
Prvi dirigent orkestra je bil Franc Rizmal, ki je z njim deloval do oktobra leta 2000. Pod umetniškim vodstvom stalnega gostujočega dirigenta mojstra  Milivoja Šurbka je orkester obogatil in popestril svoj umetniški program. Poleg koncertnega orkestra, ki ga zdaj vodi Mitja Dragolič, delujejo še druge zasedbe: protokolarni orkester, ki ga vodi Gregor Vidmar, big band pod vodstvom Rudolfa Strnada in komorne zasedbe. Vse našteto oblikuje širok ustvarjalni opus ansambla.

Zunanji sodelavec, ki je od ustanovitve orkestra deloval kot strokovni in umetniški svetovalec, je bil pokojni skladatelj in dirigent Jože Privšek. Njegovo znanje in izkušnje, ki jih je vnesel v delo orkestra, so še vedno temelj umetniškemu ustvarjanju. Za svoje delo in požrtvovalnost pri razvoju orkestra je bil posmrtno odlikovan z zlato medaljo Slovenske vojske.

## Gostujoči dirigenti
Orkester Slovenske vojske nastopa na slovesnostih in prireditvah v okviru Slovenske vojske oziroma Ministrstva za obrambo, na humanitarnih koncertih, prireditvah lokalnih skupnosti ter spominskih dogodkih državnega pomena, poleg tega pa se pojavlja tudi na gostovanjih v tujini (v Avstriji, Italiji, Nemčiji, Franciji, ZDA, Danski, Belgiji, Hrvaški in Makedoniji ter na Kosovu in Madžarskem), kjer se predstavlja z deli domačih avtorjev najrazličnejših slogovnih smeri.
Pred orkestrom je taktirko vihtelo že kar nekaj velikih imen: George Pehlivanian, Jan Cober, François Boulanger, Uroš Lajovic, Gregory Dudzienski, Miljenko Prohaska, Milivoj Šurbek, Tomaž Habe, Simon Dvoršak, Michael J. Colburn in Jose Rafael Pascual Vilaplana. 

## Gostujoči glasbeniki
Poleg vrhunskih dirigentov so z orkestrom sodelovali tudi vrhunski solisti: Janez Lotrič, Sabina Cvilak, Urška Žižek, Bojan Gorišek, Nebojša Jovan Živković, Miloš Mlejnik, Anja Bukovec, Oto Pestner, New Swing Quartet, Darja Švajger, Alenka Godec, Nuša Derenda, Elda Viler, Katrinas, Sergej Kiselev, Kiril Ribarski, Vera Danilova, Jurij Souček,  Hinko  in Miha Haas, Eva Julija Rečnik, Željka in Neda Martić, Sofia Ristič, Milena Morača, Irena Baar, Marjan Trček, Juan Vasle, Branko Robinšak, Urša Vidmar, Polde Bibič, Tone Kuntner, Matjaž Mrak, Edvin Fliser, Alya, Milko Lazar, Trio Eroika in drugi, prav tako vrhunski izvajalci.

## Poveljstvo

### Poveljnik
- v. v. u. XIV. r. Ljubo Vošnjak (1. april 1996 – 23. december 2009)
- v. v. u. XIII. r. Jani Šalamon (23. december 2009 – 28. september 2011)
- v. v. u. XIII. r. Aljoša Deferri (28. september 2011 – 2013)
- Marko Hlastec (2013–2018)
- Janez Kljun (2018–2022)
- Matjaž Košelnik (2022–)

### Namestnik poveljnika
- v. v. u. XIII. r. Jani Šalamon (1. april 1996 – 23. december 2009)
- v. v. u. XIII. r. Aljoša Deferri (23. december 2009 – 28. september 2011, 2018–danes)
- v. v. u. XII. r. Maša Bertok Duh (28. september 2011 – 2013)
- Fedja Vraničar (2014–2015)

### Umetniški vodja / dirigent
- Franc Rizmal (1996–2000)
- Milivoj Šurbek (2000–2006)
- v. v. u. XII. r. Andreja Šolar (2003–2018)
- v. v. u. XIII. r. Jani Šalamon (2007–2009)
- v. v. u. XIII. r. Aljoša Deferri (2019–danes)
- Mitja Dragolič (2022–)

### Vodja protokolarnega orkestra / predvodnik
- v. v. u. XIII. r. Jani Šalamon (1996–2004)
- v. v. u. XII. r. Fredi Simonič (2004–2012)
- v. v. u. XII. r. Gregor Vidmar (2012–danes)

### Vodja Big Banda
- v. v. u. XIII. r. Jani Šalamon (1996–2009)
- v. v. u. XII. r. Rudolf Strnad (2006–danes)

### Vodja komornih skupin
- v. v. u. XII. r. Fredi Simonič (2013–danes)

### Koncertni mojster
- v. v. u. XIII. r. Aljoša Deferri (1. april 1996 – 2014)
- v. v. u. XI. r. Janez Benko (2008–danes)

## Člani

### Flavta
- Ana Šalamon
- Klavdija Feguš (pikolo)
- Vanja Ivanković
- Anja Ovnik Brglez

### Oboa
- Katja Rihter

### Klarinet
- Gregor Vidmar
- Janez Benko
- Aleš Stopinšek
- Tomi Berlak
- Matic Nejc Kreča (es klarinet)
- Aleksander Vinšek
- Miha Kosec
- Boštjan Vendramin (alt klarinet)
- Marko Cimerman
- Gorazd Majdič
- Urban Knez (bas in kontrabas klarinet)

### Fagot
- Katarina Kroflič

### Saksofon
- Tomaž Zlobko
- Tadej Drobne
- Nika Ravnjak
- Melinda Urh
- Jaka Janežič

### Trobenta
- Rudolf Strnad
- Boštjan Bone
- Gregor Gubenšek
- Igor Berlak
- Dejan Brečko
- Urban Fele
- Anžej Remšak

### Tenor / bariton
- Vasja Burkat
- Simon Tavčar
- Slavko Čot

### Rog
- Edvard Bizjak
- Jernej Ivan
- Nikica Banjac
- Damjan Medvešek

### Pozavna
- Fredi Simonič
- Boštjan Tement (bas pozavna)
- Primož Kravcar
- Dejan Žnideršič

### Tuba
- Tomaž Makan
- Sandi Rečnik
- Blaž Umek

### Tolkala
- Miha Recelj
- Martin Konjajev
- Erna Kerman
- Sebastjan Snoj

### Klavir
- Aleš Ogrin

### Kitara
- Gašper Kržmanc

### Kontrabas / bas kitara
- Klemen Krajc

## Diskografija
V letih delovanja je nastalo veliko televizijskih in radijskih posnetkov z RTV Slovenija in lokalnimi televizijskimi postajami, nastale pa so tudi oddaje s tujimi radijskimi in televizijskimi hišami. Poslušalci lahko prisluhnejo skladbam, ki jih je orkester v sodelovanju z RTV Slovenija posnel na kasetah in zgoščenkah.
- Orkester Slovenske vojske – Božično-novoletni koncert: Kulturni center Laško, 23.12.1997, dirigent Franc Rizmal (kaseta, MO, 1998)
- Orkester Slovenske vojske – #1: Orkester Slovenske vojske, dirigent Franc Rizmal (COBISS) (CD, RTV Slovenija, 1999)
- Orkester Slovenske vojske – #2: Pod slovenskim praporom, dirigenti Jani Šalamon, Milivoj Šurbek, Aljoša Deferri in Andreja Šolar (COBISS) (CD, RTV Slovenija, 2002)
- Orkester Slovenske vojske – 1996–2006, dirigenti Andreja Šolar, Jani Šalamun, Franc Rizmal in Milivoj Šurbek (COBISS) (2 CD in DVD, RTV Slovenija, 2006)
- The Band of the Drava Divisional Authority, Slovenian Armed Forces Band, Yugoslavian Armed Forces Band, Wind Orchestra of Ravne Steelworkers, The Police Orchestra, Wind Orchestra of Velenje Miners, Vevče Paperworks Brass Orchestra, Wind Orchestra of Ljubljana Music Academy, Wind Orchestra Koper, Wind Orchestra Logatec, Krka Wind Orchestra, Trbovlje Workers' Band – Slovenian Wind Orchestra Music: Works of Slovene composers, performed by Slovenian Wind Orchestras, dirigenti Josip Čerin, Andreja Šolar, Jože Brun, Lojze Lipovnik, Vinko Štrucl, Ivan Marin, Marjan Stropnik, Milivoj Šurbek, Darij Pobega, Marjan Grdadolnik, Miro Saje in Alojz Zupan (COBISS) (CD, JSKD, 2006)
- Orkester Slovenske vojske – 10 let Orkestra Slovenske vojske: Cankarjev dom, 17. oktober 2006, dirigent Milivoj Šurbek (DVD, MO, 2006)
- Orkester Slovenske vojske – Medenina in patina: Potovanje skozi čas slovenskega godbeništva, dirigentka Andreja Šolar (COBISS) (CD, RTV Slovenija, 2006)
- Orkester Slovenske vojske – #6: Ponosni nase / We Take Pride, dirigent Jani Šalamon (COBISS) (CD, MO, 2006)
- Orkester Slovenske vojske – #7: Fanfara za dvig in spust zastave (CD, MO, 2006)
- Orkester Slovenske vojske, Trio Denis Novato, Kraški kvintet, Hrušiški fanti, Alpski kvintet, Kvintet Denis Novato, Zlati zvoki, Štajerskih 7, Rožmarinke, Mozogroup, Big Band RTV Slovenija – Neskončnost: Moje korenine / Nova obzorja (COBISS) (2 CD, RTV Slovenija, 2008)
- Carmina Slovenica, Orkester Slovenske vojske, Big band Orkestra Slovenske vojske, Moški pevski zbor Srečko Kosovel Ajdovščina, Moški pevski zbor Slava Klavora Maribor, Moški pevski zbor KUD Pošta Maribor – Na juriš in the mood! Od koračnic do swinga, dirigentka Karmina Šilec (COBISS) (plošča in CD, Carmina Slovenica, 2009)
- Orkester Slovenske vojske – Ponosni nase: Brdo pri Kranju, maj 2009, dirigent Jani Šalamon (COBISS) (DVD, MO, 2009)
- Partizanski pevski zbor, Mešani pevski zbor Zora, Tržaški partizanski pevski zbor Pinko Tomažič, Orkester Slovenske vojske – 100 let Radovana Gobca / 65 let Partizanskega pevskega zbora, dirigenti France Gornik, Asta Jakopič, Oskar Kjuder in Jani Šalamon (COBISS) (DVD, TV Medvode, 2009)
- Carmina Slovenica, Big band Orkestra Slovenske vojske – Americas, dirigentka Karmina Šilec (COBISS) (CD, Carmina Slovenica, 2011)
- Orkester Slovenske vojske – 20 let: V živo s koncertov, dirigenti Andreja Šolar, George Pehlivanian, Jan Cober, Michael J. Colburn, Isabelle Ruf–Weber, José Rafael Pascual Vilaplana, Bart Picqueur in Guntis Kumačevs (COBISS) (2 CD, RTV Slovenija, 2016)
- Big band Orkestra Slovenske vojske – Big band Orkestra Slovenske vojske feat. Vlatko Stefanovski, dirigent Rudolf Strnad (COBISS) (CD in DVD, RTV Slovenija, 2016)
- Orkester Slovenske vojske – 20 let: Cankarjev dom, oktober 2016, dirigenti Andreja Šolar, Rudolf Strnad in Gregor Vidmar (USB, MO, 2016)
- Rok Nemanič, Orkester Slovenske vojske – Pihalni cirkus, dirigent Aljoša Deferri (CD, Nemo, 2021)
- Orkester Slovenske vojske – 25 let: Komorne zasedbe (CD, MO, 2021)